# Демченко, Олег Фёдорович
Де́мченко Оле́г Фёдорович (род. 13 октября 1944, с. Пресновка, Северо-Казахстанская область, КазССР) — генеральный конструктор ОКБ имени Яковлева, первый вице-президент – Генеральный конструктор ПАО «Корпорация «Иркут».

## Биография
О. Ф. Демченко родился 13 октября 1944 года в селе Пресновка Северо-Казахстанской области. В 1968 году заканчивает Куйбышевский авиационный институт, после окончания которого работает начальником производства на предприятиях Министерства авиационной промышленности, где в 1981—1992 годах занимал ряд ответственных должностей, в том числе начальника Главного управления, члена коллегии МАП. В 1987 году О. Ф. Демченко заканчивает Академию Народного хозяйства СССР.
В период с 1992 года первый заместитель генерального конструктора, генеральный директор завода ОКБ им. Яковлева, а с 1994 года ставится его президентом (по 2001 год).
С 2003 года генеральный директор — генеральный конструктор ОАО «ОКБ им. А. С. Яковлева». В 2005-2011 годах и с 2012 года — президент ОАО «Научно-производственная корпорация „ИРКУТ“».
С 2008 года старший вице-президент по проекту МС-21, а с 2009 года — старший вице-президент по коммерческой авиации.

## Награды
Олег Фёдорович Демченко награждён многими наградами, такими как, ордена: «За заслуги перед Отечеством» III степени (2009), «За заслуги перед Отечеством» IV степени, Александра Невского, «Знак Почёта», различные медали, включая Золотую авиационную медаль Международной авиационной федерации.
- Орден преподобного Серафима Саровского III степени (РПЦ, 2017)[3]
- Медаль Столыпина П.А.I степени (10 октября 2014) — за заслуги в реализации долгосрочных проектов Правительства Российской Федерации в области авиастроения и многолетний плодотворный труд